# Meslay, Loir-et-Cher
Meslay är en kommun i departementet Loir-et-Cher i regionen Centre-Val de Loire i de centrala delarna av Frankrike. Kommunen ligger i kantonen Vendôme 2e Canton som tillhör arrondissementet Vendôme. År 2022 hade Meslay 302 invånare.

## Befolkningsutveckling
Antalet invånare i kommunen Meslay
| Referens: INSEE |